# Double Dragon (datorspel)
Double Dragon (ダブルドラゴン Daburu Doragon?) är ett beat 'em up-spel, utvecklat av Technōs Japan och utgivet i Nordamerika och Europa av Taito Corporation. Spelet debuterade som arkadspel 1987, för att senare porteras till hemkonsolerna.

## Handling
Marian har blivit kidnappad, och då båda bröderna Lee förälskade sig i henne, ger de sig av för att rädda henne.
I NES-versionen spelar man bara som Billy, medan Jimmy i stället är antagonisten.

### Fotnoter
1. 1 2 3 4  ”Double Dragon”. NES DB. 22 mars 1987. Arkiverad från originalet den 21 augusti 2010. https://web.archive.org/web/20100821160226/http://www.nesdb.se/game_more.php?id=1563. Läst 27 april 2014.